# Хлебников, Геннадий Яковлевич
Генна́дий Я́ковлевич Хле́бников-Шана́р (17 сентября 1932, Шанары,  Мариинско-Посадский район, Чувашская АССР — 11 октября 2014) — чувашский советский литературовед, переводчик, литературный критик, профессор. 
В 1993—1997 гг. — заведующий кафедры Чувашского языка и литературы, факультет Чувашской филологии и культуры Чувашского государственного университета имени И. Н. Ульянова.

## Биография
Хлебников Геннадий Яковлевич родился  в семье учителя и первого председателя колхоза Якова Игнатьевича . Окончил Карачевскую среднюю школу Козловского района, Казанский государственный университет им. В. И. Ульянова, аспирантуру Московского государственного университета им. М. В. Ломоносова под руководством Брагинского Иосифа Самуиловича (1905-1989)гг., прекрасного литературоведа, исследователя персидской и таджикской литературы.
Свою трудовую деятельность Хлебников Г. Я. начал в 1954 г. преподавателем русского языка и литературы в Ораушской средней школе Вурнарского района. В 1958—1962 гг. обучался в аспирантуре при Московском государственном университете им. М. В. Ломоносова по специальности «Литература народов СССР», защитил кандидатскую диссертацию. Затем работал научным сотрудником, заведующим сектором литературы и фольклора в Научно-исследовательском институте при Совете Министров Чувашской АССР, преподавателем Чувашского государственного педагогического института им. И. Я. Яковлева. С 1969 г. — доцент кафедры чувашской литературы в Чувашском государственном университете им. И. Н. Ульянова.
Интерес к литературоведческим дисциплинам Г. Хлебников проявил ещё, будучи студентом Казанского университета. Молодой студент допоздна засиживался в читальном зале богатейшей научной библиотеки, открывая для себя неведомые миры науки и искусства. Он подготовил научные доклады «Жанр романа», «Лирика», свою дипломную работу посвятил исследованию творческой деятельности народного поэта Чувашии П. Хузангая.
В 1963 г. защитил кандидатскую диссертацию по теме «Становление и развитие чувашского романа». Работа была опубликована в журнале «Дружба народов» (1962, № 3) и альманахе «Тǎван литература» (Родная литература, 1962, 1963).
Хлебников Г. Я. широко исследовал чувашский литературный процесс в целом. Широкую известность получили его научные труды: «Чувашский роман» (1966), «Современная чувашская литература» (1971), «Пултарулăх тĕшши» (Ядро таланта, 1981), «Меслетпе ăсталăх» (Метод и мастерство, 1984), «Чăваш совет литературин поэтики. Малтанхи тапхǎр» (Поэтика чувашской советской литературы. Начальный этап, 1990).
В 2001 г. в Чебоксарах издана монография Г. Я. Хлебникова «Чувашская литературная классика и её наследники». На её страницах прослеживается творческий путь выдающихся чувашских писателей, которые, преодолевая немалые социальные и материальные трудности, сумели дать миру прекрасные духовные и художественные ценности. Среди них: М. Федоров, К. Иванов, М. Сеспель, Ф. Павлов,П. Хузангай, В. Митта, Я. Ухсай и др.
Хлебников Г. Я. внес значительный вклад в методику преподавания чувашского языка и литературы, в подготовку учебных пособий. В 1972 г. вышло его первое учебное пособие «Тǎван литература: 6-мěш класс валли» («Родная литература» для VI класса). С некоторыми уточнениями и дополнениями данное пособие переиздавалось 12 раз. В 1973 г. издано новое учебное пособие «Чǎваш литератури: 10-мěш класс валли» («Чувашская литература» для 10 класса). Названные учебники оказали большую помощь в изучении чувашского языка и литературы. 
Профессор чувашской филологии и культуры Хлебников Г. Я. трудился в Чувашском государственном университете им. И. Н. Ульянова, разрабатывал курсы, читал лекции, вел спецкурсы и семинары, руководил педагогической практикой. На кафедре чувашской литературы не только проводил занятия со студентами, но также руководил поэтическим кружком «Пегас».

## Общественное участие
- Член Союза писателей РФ,  действительный член Чувашской национальной академии наук и искусств

## Награды
За многолетнюю плодотворную работу и за большой вклад в чувашскую литературу Геннадий Яковлевич награждён Почетными грамотами Президиума Верховного Совета Чувашской АССР, Совета Министров Чувашской АССР, Союза писателей Чувашской Республики, Чувашского государственного университета им. И. Н. Ульянова.

## Творчество
Научная деятельность Г. Я. Хлебникова посвящена изучению природы, становления и развития чувашского романа. Он исследовал творчество многих писателей и поэтов, поэтику чувашской литературы, стиль писателей, творческое наследие, работал по созданию учебников и хрестоматий для школьного обучения. В Государственном архиве печати Чувашской Республики хранятся 39 книг, более 50 критических статей, очерков Г. Хлебникова, а также литература о нём. Некоторые из них:
- Николаева В. Сǎнарлǎ сǎмах лаççинче / В. Николаева // Тантǎш. — 2002. — 19 авǎн. (№ 38). — С. 12;
- Хлебников Г. Самана поэчĕ / Г.Хлебников // Хлебников Г. Меслетпе ăсталăх.- Шупашкар, 1984.- С. 70-97.
- Афанасьев П. В. Хлебников Геннадий Яковлевич // Афанасьев П. В. Писатели Чувашии / П. В. Афанасьев. — Чебоксары, 2006. — С. 467;
- Одюков И. Одна, но пламенная страсть… / И. Одюков // Ульяновец. — 1982. — 15 окт;
- Хлебников Геннадий Яковлевич // Ученые и сотрудники Чувашского государственного института гуманитарных наук : 1930—2005. — Чебоксары, 2005. — С. 163;
- Хлебников Геннадий Яковлевич // Ученые Чувашского государственного педагогического университета им. И. Я. Яковлева. — Чебоксары, 2005. — С. 375—376;
- Хлебников Геннадий Яковлевич // Чувашгоспедуниверситет им. И. Я. Яковлева : история, структура, ученые. — Чебоксары, 2000. — С. 343—344;
- Хлебников Геннадий Яковлевич // Национальная академия наук и искусств Чувашской Республики. — Чебоксары, 2002. — С. 336;
- Эзенкин В. С. [О литературной критике В. Хлебникова] // Эзенкин В. С. Теоретические основы чувашской литературной критики : 1917—1970-е годы / В. С. Эзенкин. — Чебоксары, 1992. — С. 172—184;
- Юрьев М. И. Хлебников Геннадий Яковлевич // Юрьев М. И. Писатели Советской Чувашии / М. И. Юрьев. — Чебоксары, 1988. — С. 345;
- Ялгир П. Хлебников — Шанар Геннадий Яковлевич // Ялгир П. Литературный мир Чувашии / П. Ялгир. — Чебоксары, 2005. — С. 130.
- Васан А. Тăван литературăшăн хавхаланса // Ялав.- 1982.- N 9.- С. 19.
- Геннадий Хлебников-Шанар: «Яланах тĕрĕссине калама тăрăшрăм» // Хыпар.- 1992.- 29 сент.
- Григорьев Н. Теориллĕ тарăн тишкерÿ // Григорьев Н. Пархатарлă сăнар, сăнарлă чĕлхе.- Шупашкар, 1990.- С. 213—222.
- Григорьев Н. Тимлĕ тишкерÿшĕн // Григорьев Н. Ëçпе ĕмĕт.- Шупашкар, 1985.- С. 92-98.
- Ставский М. Шырав… е аташу? // Григорьев Н. Сăмах вăйне туйса.- Шупашкар, 1992.- С. 254—262.
- Эзенкин В. С. Литература критикин шыравĕсен çул-йĕрĕсемпе меслечĕсем // Эзенкин В. С. Чăваш литературоведенийĕпе критика историйĕн кĕске очеркĕ.- Шупашкар, 1989.-С. 53- 63.
- Артемьев Ю. Итоги поисков // Вопросы литературы.- 1972.- N 6.
- Эзенкин В. С. [О литературной критике В.Хлебникова] // Эзенкин В. С. Теоретические основы чувашской литературной критики. 1917—1970-е годы.- Чебоксары, 1992.- С. 172—184.